# Zagrammosoma buselus
Zagrammosoma buselus är en stekelart som först beskrevs av Walker 1839.  Zagrammosoma buselus ingår i släktet Zagrammosoma och familjen finglanssteklar. Inga underarter finns listade i Catalogue of Life.